# Yangochiroptera
 (avril 2011).
Sous-ordre
Les Yangochiroptera sont une proposition de sous-ordre de Chiroptères, qui inclut tous les Microchiroptères à l'exception des cinq familles suivantes : Craseonycteridae, Hipposideridae, Megadermatidae, Rhinopomatidae et Rhinolophidae. Ce taxon est proposé sur la base de données moléculaires. C'est une proposition relativement récente, qui bouleverse la vision traditionnelle où les Mégachiroptères et les Microchiroptères constituent des groupes monophylétiques. Des études complémentaires sont en cours de réalisation, sur la base de données moléculaires et morphologiques, pour confirmer ce statut.
Le terme Yangochiroptera fut apparemment proposé en 1984 par Karl F. Koopman.
Apparemment, la première mention du terme Yangochiroptera remonte à 2001, dans un article de Mark Springer et al.
Se plaçant comme une alternative aux noms subordinaux Yinpterochiroptera et Yangochiroptera, des chercheurs ont proposé l'utilisation des termes Ptéropodiformes et Vespertilioniformes. Avec cette nouvelle nomenclature, les Vespertilioniformes est le sous-ordre qui remplacerait les Yangochiroptera [réf. nécessaire].

## Classification
- sous-ordre des Yangochiroptera (syn. Vespertilioniformes)
  - famille des Cistugidae
  - famille des Emballonuridae
  - famille des Furipteridae
  - famille des Miniopteridae
  - famille des Molossidae
  - famille des Mormoopidae
  - famille des Mystacinidae
  - famille des Myzopodidae
  - famille des Noctilionidae
  - famille des Natalidae
  - famille des Nycteridae
  - famille des Phyllostomidae
  - famille des Thyropteridae
  - famille des Vespertilionidae
- sous-ordre des Yinpterochiroptera (syn. Ptéropodiformes)
  - famille des Craseonycteridae
  - famille des Hipposideridae
  - famille des Megadermatidae
  - famille des Pteropodidae
  - famille des Rhinolophidae
  - famille des Rhinopomatidae